# Средор
Средор је насеље у Србији у општини Власотинце у Јабланичком округу. Према попису из 2022. био је 120 становника.

## Историја
Пописан је 1879. године Власотиначки срез. У селу Средору записано је: 34 куће са 221 житељем, број пореских глава износио је 43. У месту тада наводно није било писмених људи; нема оних који знају да читају и пишу!?

## Демографија
У насељу Средор живи 211 пунолетних становника, а просечна старост становништва износи 41,6 година (40,7 код мушкараца и 42,5 код жена). У насељу има 65 домаћинстава, а просечан број чланова по домаћинству је 4,00.
Ово насеље је у потпуности насељено Србима (према попису из 2002. године), а у последња три пописа, примећен је пад у броју становника.
|  |

| Демографија | Демографија | Демографија |
| Година      | Становника  | Становника  |
| ----------- | ----------- | ----------- |
| 1948.       | 406         |             |
| 1953.       | 422         |             |
| 1961.       | 423         |             |
| 1971.       | 372         |             |
| 1981.       | 337         |             |
| 1991.       | 317         | 314         |
| 2002.       | 260         | 260         |
| 2011.       | 201         |             |
| 2022.       | 120         |             |

| Етнички састав према попису из 2002.‍ | Етнички састав према попису из 2002.‍ | Етнички састав према попису из 2002.‍ | Етнички састав према попису из 2002.‍ | Етнички састав према попису из 2002.‍ |
| ------------------------------------ | ------------------------------------ | ------------------------------------ | ------------------------------------ | ------------------------------------ |
|                                      |                                      |                                      |                                      |                                      |
| Срби                                 | Срби                                 |                                      | 260                                  | 100,0%                               |

| Година пописа     | 1948. | 1953. | 1961. | 1971. | 1981. | 1991. | 2002. |
| ----------------- | ----- | ----- | ----- | ----- | ----- | ----- | ----- |
| Број домаћинстава | 67    | 70    | 74    | 71    | 73    | 80    | 65    |

| Број чланова      | 1 | 2  | 3 | 4 | 5  | 6 | 7 | 8 | 9 | 10 и више | Просек |
| ----------------- | - | -- | - | - | -- | - | - | - | - | --------- | ------ |
| Број домаћинстава | 4 | 17 | 8 | 9 | 13 | 8 | 2 | 2 | 1 | 1         | 4,00   |

| Пол    | Укупно | Неожењен/Неудата | Ожењен/Удата | Удовац/Удовица | Разведен/Разведена | Непознато |
| ------ | ------ | ---------------- | ------------ | -------------- | ------------------ | --------- |
| Мушки  | 116    | 30               | 73           | 9              | 3                  | 1         |
| Женски | 107    | 14               | 74           | 17             | 2                  | 0         |
| УКУПНО | 223    | 44               | 147          | 26             | 5                  | 1         |

| Пол    | Укупно                    | Пољопривреда, лов и шумарство | Рибарство                            | Вађење руде и камена | Прерађивачка индустрија       |
| ------ | ------------------------- | ----------------------------- | ------------------------------------ | -------------------- | ----------------------------- |
| Мушки  | 72                        | 67                            | 0                                    | 0                    | 0                             |
| Женски | 49                        | 46                            | 0                                    | 0                    | 0                             |
| УКУПНО | 121                       | 113                           | 0                                    | 0                    | 0                             |
| Пол    | Производња и снабдевање   | Грађевинарство                | Трговина                             | Хотели и ресторани   | Саобраћај, складиштење и везе |
| Мушки  | 0                         | 1                             | 1                                    | 0                    | 3                             |
| Женски | 0                         | 0                             | 1                                    | 0                    | 0                             |
| УКУПНО | 0                         | 1                             | 2                                    | 0                    | 3                             |
| Пол    | Финансијско посредовање   | Некретнине                    | Државна управа и одбрана             | Образовање           | Здравствени и социјални рад   |
| Мушки  | 0                         | 0                             | 0                                    | 0                    | 0                             |
| Женски | 0                         | 0                             | 0                                    | 2                    | 0                             |
| УКУПНО | 0                         | 0                             | 0                                    | 2                    | 0                             |
| Пол    | Остале услужне активности | Приватна домаћинства          | Екстериторијалне организације и тела | Непознато            | Непознато                     |
| Мушки  | 0                         | 0                             | 0                                    | 0                    | 0                             |
| Женски | 0                         | 0                             | 0                                    | 0                    | 0                             |
| УКУПНО | 0                         | 0                             | 0                                    | 0                    | 0                             |